# Сулган П’ятигорець
Сулган (Шолгеня) або Темрюк П'ятигорець (*'д/н —1578) — кошовий отаман Війська Запорозького у 1572, 1578 роках. Один з перших відомих кошових отаманів. Можливо, за ним козаків тривалий час називали черкесами (окрім того, що вони таборилися у місті Черкаси).

## Родовід
Походив з знатного роду п'ятигорських черкесів, що були християнами з часів Тмутараканського князівства. Про дату народження Сулгана нічого невідомо. Можливо, походив з містечка Темрюк, ось чому його часто так називали. Під тиском наступу кабардинців-мусульман, яких підтримувала Османська імперія, разом з родиною перебрався до Речі Посполитої. За іншою версією був нащадком Темрюка Ідаровича.  Сина останнього — Камбулата Ідаровича — разом з частиною родичів у 1561 році привів до Великого князівства Литовського Дмитро Вишневецький. Донька Камбулата Ідаровича ще раніше стала дружиною генуезця Шимона Гузельфі, діти яких в Литві отримали прізвище Темрюк-П'ятигорців. Можливо Сулган П’ятигорець тотожній Солтану Шимковичу, онуку доньки Камбулата.

## Життєпис
Обставини появи на Запоріжжі невідомі. 1572 року став кошовим отаманом. Разом з Миколаєм Мелецьким, городоцьким старостою, брав участь у поході до Молдови, захопивши Хотин.
У 1575 році діяв разом з Мелецьким на Поділлі проти кримських татар. У 1578 році вдруге стає кошовим отаманом. Діяв спільно з гетьманом великим литовським Костянтином Острозьким на чолі 300 козаків, намагаючись завадити наступу кримськотатарської орди на Волинь. В героїчній боротьбі з татарами загинув увесь загін козаків, знищивши близько 600 татарів. З козаків врятувалося лише декілька чоловік, а сам П'ятигорець з кількома козаками замкнувся в млині, продовжуючи вперто оборонятися. Татари, втративши надію взяти козаків живими, спалили їх разом з млином.